# Muskegon Heights
Muskegon Heights é uma cidade localizada no estado americano de Michigan, no Condado de Muskegon.

## Demografia
Segundo o censo americano de 2000, a sua população era de 12.049 habitantes.
Em 2006, foi estimada uma população de 11.741, um decréscimo de 308 (-2.6%).

## Geografia
De acordo com o United States Census Bureau tem uma área de
8,2 km², dos quais 8,2 km² cobertos por terra e 0,0 km² cobertos por água.

## Localidades na vizinhança
O diagrama seguinte representa as localidades num raio de 12 km ao redor de Muskegon Heights.